# Martín de Goiti
Martín de Goiti (¿1549? - 1575), novohispano de origen vasco, formó con Miguel López de Legazpi y Juan de Salcedo, otro novohispano, el grupo principal de conquistadores de las Filipinas en 1565 para España. Además, fue junto a Salcedo el fundador de la moderna ciudad de Manila.

## Batalla de Manila (1570-1575)
Los españoles llegaron al puerto de Manila en la isla de Luzón el 8 de mayo de 1570 y acamparon en las orillas de la bahía de Manila. Sabiendo que la población de Manila era musulmana, se entrevistaron con su gobernante el Rajá Sulleiman, al cual le dieron a entender que sólo estaban de visita. 
El 24 de mayo de 1570, estallaron los combates entre españoles y musulmanes. Goiti marchó con 300 soldados por tierra, los cuales en su mayoría eran indígenas tlaxcaltecas de Nueva España, hacia la población de Tondo, donde se atrincheraban miles de nativos defensores. En esas acciones son derrotados los rajás Suliman, Matanba y Lakandula.
Goiti y Salcedo marchan de vuelta al río Pasig y toman Maynila el 6 de junio de 1570. Durante los próximos diez meses, los españoles llevaron una campaña consistente en quemar los sembradíos y reorganizar a los nativos en poblados españoles, una táctica que 500 años después los estadounidenses repetirían en Vietnam. Para el 24 de junio de 1571, los españoles tenían un control tal de la zona que pudieron dar por terminadas las hostilidades, recibiendo Legazpi del rajá Matanba la ciudad de Manila, que, según el acuerdo de paz, se dividió en dos pobladosː los intramuros como ciudad española y los extramuros como ciudad nativa. 
La conquista de Goiti allanó el camino para el establecimiento en Manila de un asentamiento español permanente y, a la postre, capital de Filipinas. Más tarde exploró Pampanga, Pangasinan y fundó varias ciudades en Luzón entre 1571 y 1573.

## Guerra contra los piratas chinos
Goiti luchó en la guerra contra la invasión de 3000 piratas chinos de Lim Ah Hong, que tomaron las poblaciones de Santiago y la ciudad de Manila en 1574. En estas tomas cayeron la mayoría de los españoles, entre ellos Martín de Goiti. Los españoles llevaron refuerzos de Vigan y Cebú bajo el mando de Juan de Salcedo, quien logró ocupar las poblaciones y Lim Ah Hong con sus fuerzas, y se retiraron a Pangasinan, donde reorganizó sus tropas. 
En 1575, Salcedo marchó a Pangasinan, donde sitia la ciudad durante tres meses, tras los que la conquistó y capturó a Lim Ah Hong junto a sus guerreros cerca del río de Pangasinan, a los cuales quemó vivos junto con sus buques en venganza por la muerte de los españoles.